# Football Club Aprilia 2013-2014
Questa voce raccoglie le informazioni riguardanti il Football Club Aprilia nelle competizioni ufficiali della stagione 2013-2014.

## Rosa
| N. |                   | Ruolo | Calciatore          |
| -- | ----------------- | ----- | ------------------- |
|    | Malta (bandiera)  | D     | Andrei Agius        |
|    | Italia (bandiera) | D     | Francesco Agresta   |
|    | Italia (bandiera) | C     | Stefano Amadio      |
|    | Italia (bandiera) | A     | Gianluca Austoni    |
|    | Italia (bandiera) | A     | Riccardo Barbuti    |
|    | Italia (bandiera) | D     | Claudio Cafiero     |
|    | Italia (bandiera) | D     | Matteo Cioè         |
|    | Italia (bandiera) | P     | Giuseppe Caruso     |
|    | Italia (bandiera) | A     | Claudio Corsetti    |
|    | Italia (bandiera) | C     | Angelo Corsi        |
|    | Italia (bandiera) | A     | Simone D'Annaruolo  |
|    | Italia (bandiera) | D     | Pietromaria De Luca |
|    | Italia (bandiera) | C     | Lucio Di Lollo      |
|    | Italia (bandiera) | C     | Marco Fabiani       |
|    | Italia (bandiera) | A     | Vincenzo Ferrara    |
|    | Italia (bandiera) | A     | Nicola Ferrari      |
|    | Italia (bandiera) | D     | Federico Frigerio   |

| N. |                    | Ruolo | Calciatore          |
| -- | ------------------ | ----- | ------------------- |
|    | Italia (bandiera)  | D     | Mattia Giangrande   |
|    | Marocco (bandiera) | C     | Yonese Hanine       |
|    | Italia (bandiera)  | D     | Andrea Impagliazzo  |
|    | Italia (bandiera)  | C     | Marco Iannascoli    |
|    | Italia (bandiera)  | A     | Francesco Lisi      |
|    | Italia (bandiera)  | A     | Augusto Marfisi     |
|    | Italia (bandiera)  | D     | Daniele Marino      |
|    | Italia (bandiera)  | C     | Francesco Mazzarani |
|    | Italia (bandiera)  | C     | Alberto Melis       |
|    | Senegal (bandiera) | D     | David Mbaye Mbodj   |
|    | Italia (bandiera)  | A     | Antonio Montella    |
|    | Italia (bandiera)  | P     | Pasquale Pane       |
|    | Italia (bandiera)  | A     | Davide Petagine     |
|    | Italia (bandiera)  | D     | Alessandro Orchi    |
|    | Italia (bandiera)  | P     | Riccardo Ragni      |
|    | Italia (bandiera)  | C     | Pietro Rante        |
|    | Italia (bandiera)  | C     | Emiliano Tortolano  |